# Pewelka

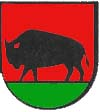
Nieoficjalny herb wsi Pewelka

Pewelka – wieś w Polsce położona w województwie małopolskim, w powiecie suskim, w gminie Stryszawa. Najmniejsza wieś powiatu suskiego.
W latach 1975–1998 miejscowość administracyjnie należała do województwa bielskiego.

## Integralne części wsi
| SIMC    | Nazwa    | Rodzaj     |
| ------- | -------- | ---------- |
| 0069500 | Banasie  | część wsi  |
| 0069517 | Bartusie | część wsi  |
| 0069523 | Kurki    | część wsi  |
| 0069530 | Pale     | część wsi  |
| 0069552 | Polany   | przysiółek |
| 0069569 | Potok    | przysiółek |
| 0069546 | Wróble   | część wsi  |